# الجابرية (الكويت)
الجابرية منطقة من مناطق محافظة حولي في دولة الكويت، تقع غرب منطقة السالمية وجنوب منطقة حولي، وشرق منطقة السرة التابعة لمحافظة العاصمة. سميت بهذا الاسم نسبة إلى أمير الكويت الرابع، الشيخ جابر بن عبد الله الصباح.

## نبذة
تعتبر الجابرية منطقة سكنية وتجارية وإستثمارية وتنقسم المنطقة جغرافيا إلى اثنتي عشرة قطعة سكنية منها قطعتين إستثمارية مقسمة إلى أربع قطاعات، وتحتوي الجابرية على 7490 منزل خاص. وتضم المنطقة عدد سكان يصل إلى 76,332 نسمة منهم 23,551 من الكويتيين و52,781 من غير الكويتيين.
يتواجد معظم الأجانب في القطاع الإستثماري بينما يقطن المواطنون في القطاع السكني، بين من يمتلكون مساكن وبين من يستأجر منازل أو أدوار أو شقق سكنية، وتكثر في منطقة الجابرية منازل السفراء والدبلوماسيين والشيوخ والتجار لما تميزت به المنطقة بطبيعة مختلفة عن سائر مناطق الكويت.
يوجد بها العديد من المحلات التجارية بالإضافة إلى المطاعم والمراكز الحكومية، وكباقي مناطق الكويت تنتشر في المنطقة المساجد والأسواق المركزية (جمعية الجابرية التعاونية وفروعها) والمركز الصحي (المستوصف) والمدارس علاوة على مركز خدمة المواطن الذي يقدم مجموعة من خدمات المعاملات الحكومية في موقع واحد.
يوجد في المنطقة مستشفى مبارك الكبير وهو واحد من أكبر مستشفيات الكويت، علاوة على «مستشفى هادي» والذي يعد من أعرق المستشفيات الخاصة في الكويت، وكذلك مستشفى «رويال حياة»، وبنك الدم الكويتي بالإضافة إلى مركز العلوم الطبية في جامعة الكويت والذي يضم عددًا من الكليات الطبية وهي كلية الطب وكلية طب الأسنان وكلية الصيدلة وكلية العلوم الطبية المساعدة وكلية الصحة العامة، ويتواجد في الجابرية مقر الجمعية الطبية الكويتية وجمعية أطباء الأسنان الكويتية.

## الغزو العراقي
خرجت أول مظاهرة نسائية مناهضة للغزو العراقي للكويت في منطقة الجابرية في 8 أغسطس 1990 بعد الاحتلال باسبوع. تجمعت جموع غفيرة من النساء وساكني المنطقة بجانب شارع المخفر في الساعة 5 مساءا وتظاهروا أمام الجيش العراقي وسط وجود الدبابات رافضين الغزو الغاشم وحملوا أعلام الكويت وصور أميرها ولافتات «لا حكم إلا حكم آل صباح» وراحوا يرددون «بالروح والدم نفديك يا الكويت» و«يا صدام شيل إيدك هذا الشعب ما يريدك». وإقتربوا أكثر إلى الجيش بكل قوه دون خوف. حتى قام الجنود العراقيين بإطلاق النار من مدافعهم الرشاشة على جموع المتظاهرين لتفريقهم، فأصيبت سناء الفودري برصاصة في بطنها وأخذت تؤشر لوالدتها أن تتراجع حتى لا تصاب بأذى فجاء أحد الجنود من الجيش العراقي الشعبي، وأطلق عشر رصاصات على جسد سناء وتوفت. وهي أول شهيدة كويتية تستشهد في المظاهرات المناهضة للغزو.
| السنة      | تعداد السكان        |
| ---------- | ------------------- |
| 1990       | 31,687              |
| 1993       | 28,033الغزو العراقي |
| 1995       | 34,664              |
| 1996       | 37,507              |
| 1998       | 41,946              |
| 1999       | 42,637              |
| 2000       | 43,232              |
| 2001       | 45,906              |
| 2002       | 48,613              |
| 2003       | 51,347              |
| 2004       | 55,328              |
| 2005       | 59,594              |
| 2006       | 62,905              |
| 2007       | 66,056              |
| 2008       | 67,258              |
| 2009       | 68,235              |
| 2010       | 69,166              |
| 2011       | 71,198              |
| 2012       | 73,311              |
| 2013       | 75,645              |
| يونيو 2014 | 76,332              |

## أماكن في المنطقة
- مركز خدمة المواطن.
- صالة الشيخة سبيكة دعيج السلمان الصباح.
- إدارة الفحص الفني.
- فروع لمعظم البنوك الكويتية.
- العديد من السفارات.
- مسرح الحملي.
- العديد من المعاهد الصحية.
- العديد من محلات الكماليات.
- العديد من المحلات الإلكترونية.
- العديد من العيادات التخصصية.
- العديد من مراكز العناية بالبشرة.
- العديد من المطاعم والمقاهي.

### منشئات صحية وطبية
- مستشفى مبارك الكبير.
- مستشفى رويال حياة.
- مستشفى هادي.
- مركز محمود حيدر التخصصي.
- مركز مزايا الطبي.
- مركز الجابرية الصحي.
- بنك الدم المركزي.
- جمعية أطباء الأسنان الكويتية.
- مركز العلوم الطبية التابع لجامعة الكويت ويشمل: كلية الطب وكلية طب الأسنان وكلية الصيدلة وكلية الطب المساعد وكلية الصحة العامة.